# 한희원 (농구 선수)
한희원(1993년 5월 1일 ~ )은 대한민국의 농구 선수로 포지션은 포워드이다. 현재는 수원 KT 소닉붐 소속 으로 활동하고 있다.

## 선수 경력
인천 제물포고등학교를 졸업하고 경희대학교로 진학하였으며, 경희대학교 농구단의 주전 포워드로 활약하였다. 졸업반 때에는 문성곤과 함께 전체 1, 2순위 후보로 이름을 올렸으며, 전체 2순위로 고향 팀인 인천 전자랜드 엘리펀츠에 지명되었다. 입단 첫 시즌에는 신인임에도 불구하고 팀 사정상 많은 경기에 출장하여 신인왕을 노렸으나 정성우에게 내줬다.
2015-2016 시즌 후 박찬희와의 트레이드로 안양 KGC 인삼공사로 이적하였다. 이적 후에는 팀에 포워드 자원이 많아 출장시간이 많이 적어졌다. 하지만 2017-2018시즌 주전포워드였던 전성현이 입대함에 따라 출장시간을 보장받을 것으로 보인다. 2018년 11월 26일 부산 kt 소닉붐으로 트레이드 되었다. 2020년 6월 상무 농구단에 입대했다.

## 출신학교
- 인천송림초등학교
- 송도중학교
- 제물포고등학교
- 경희대학교 체육교육학과